# Florânia
Florânia är en kommun i Brasilien.   Den ligger i delstaten Rio Grande do Norte, i den östra delen av landet, 1 600 km nordost om huvudstaden Brasília. Antalet invånare är 8 959.
Omgivningarna runt Florânia är huvudsakligen savann. Runt Florânia är det ganska glesbefolkat, med 22 invånare per kvadratkilometer.